# Quercus marilandica
Quercus marilandica es una especie del género Quercus dentro de la familia de las Fagaceae. Está clasificada en la Sección Lobatae; del roble rojo de América del Norte, Centroamérica y el norte de América del Sur que tienen los estilos largos, las bellotas maduran en 18 meses y tienen un sabor muy amargo. Las hojas suelen tener lóbulos con las puntas afiladas, con cerdas o con púas en el lóbulo.

## Distribución y hábitat
Es originaria del sur y centro de Estados Unidos, con poblaciones siguiendo la costa este hasta el norte de Long Island.

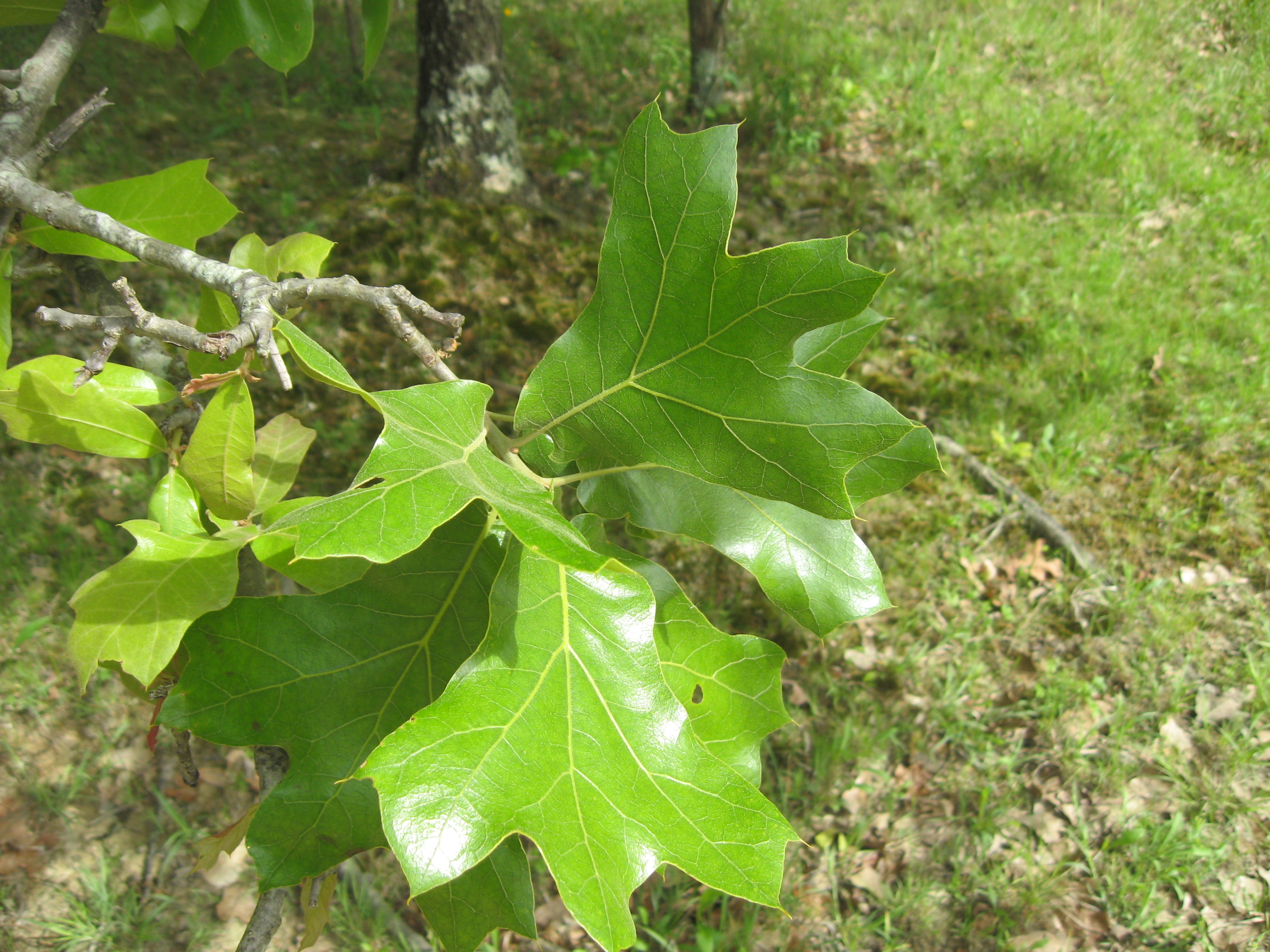
Hojas

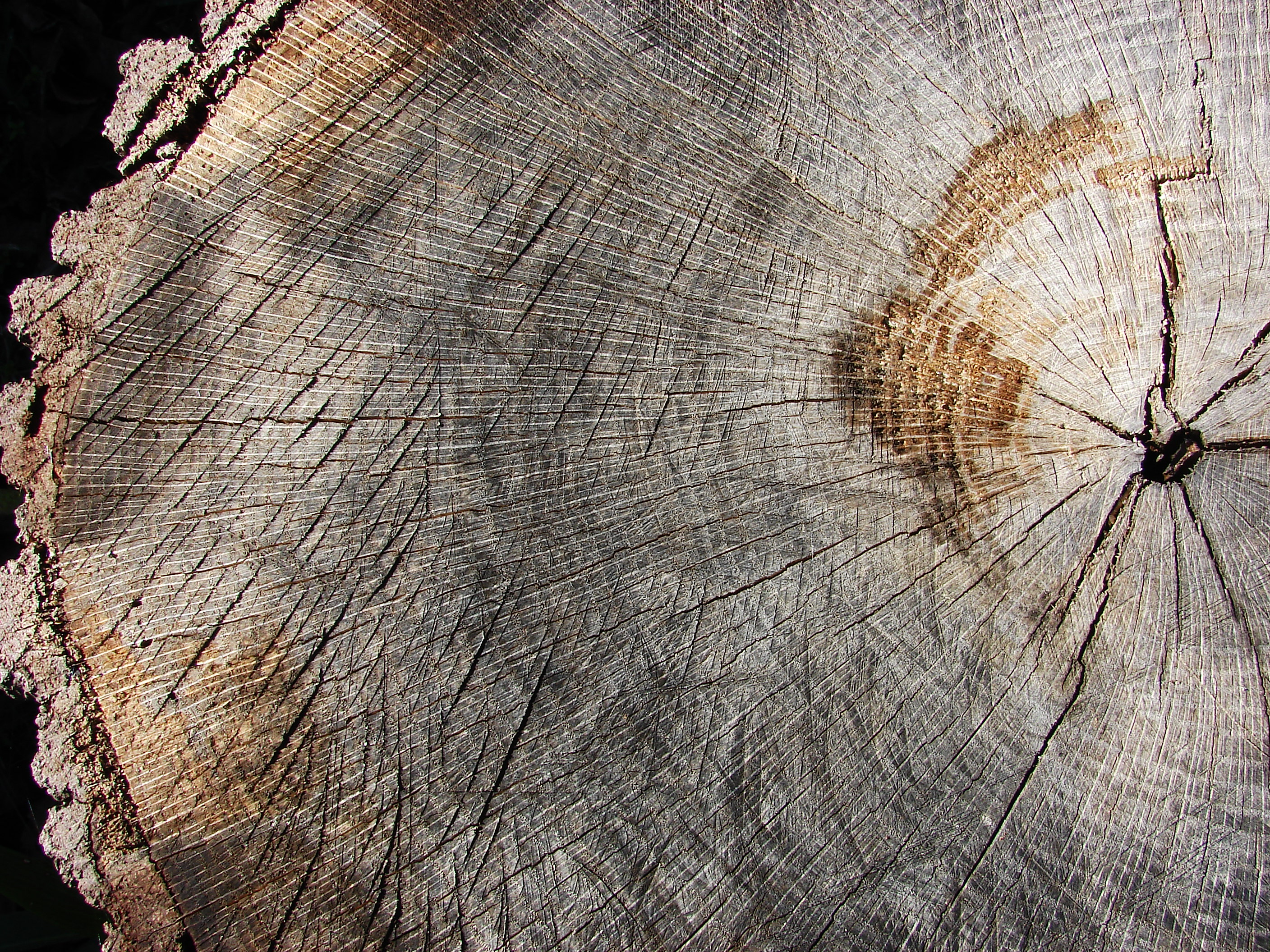
Árbol con 75 años de edad

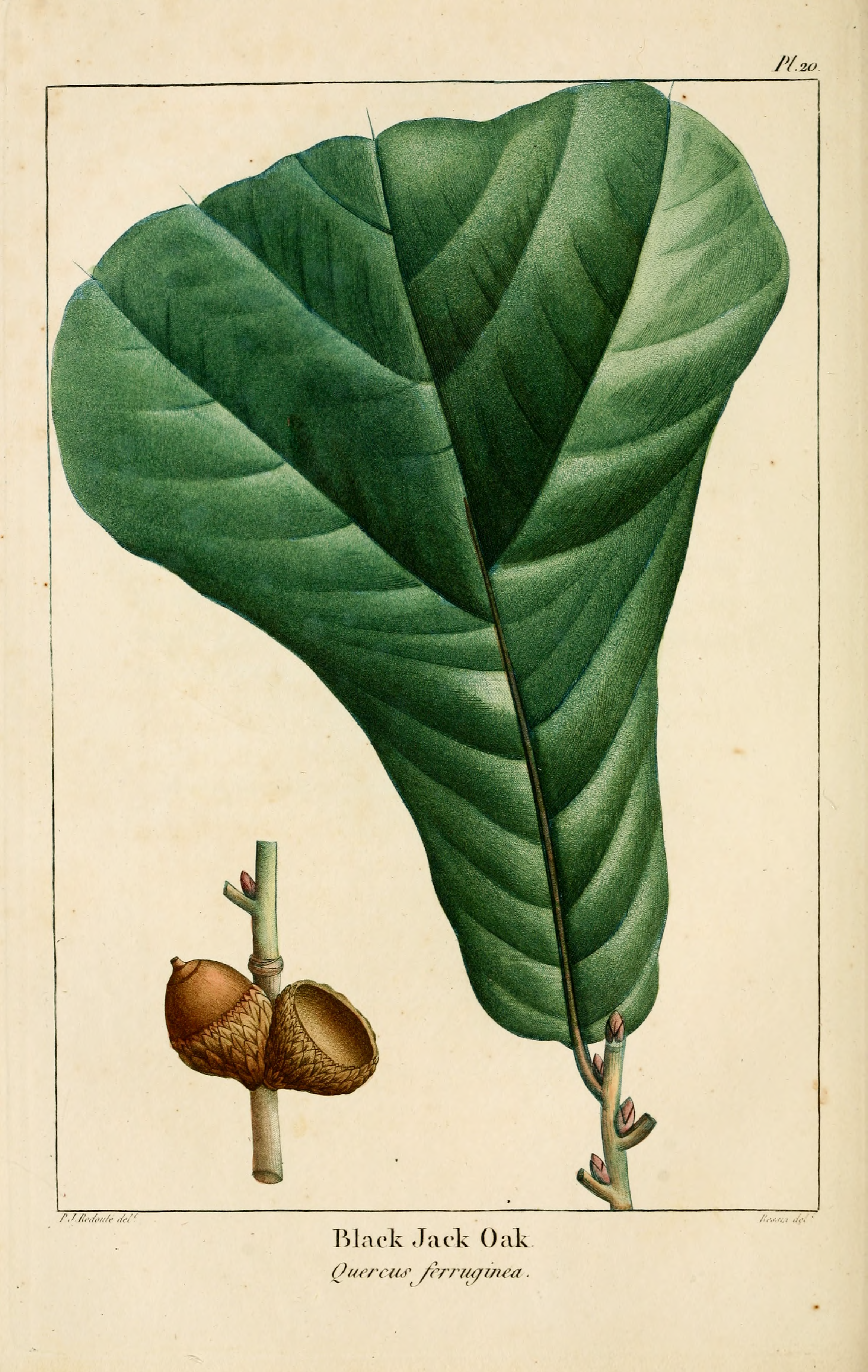
Ilustración

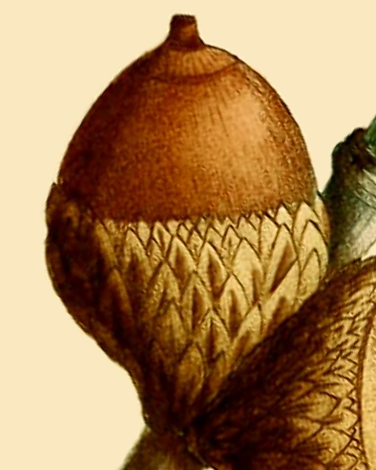
Bellota

## Descripción
Se trata de un pequeño árbol de hoja caduca que alcanza un tamaño de hasta 15 m de altura, con la corteza agrietada en placas negras rectangulares con fisuras estrechas de color naranja. Las hojas son de 7-20 cm de largo y ancho, y por lo general surgen desde una base cónica a una amplia forma de campana de tres lóbulos con sólo hendiduras poco profundas. Son de color verde brillante y oscuro por encima, pubescentes por debajo, y con frecuencia se mantienen asociadas a las ramas durante el invierno después de cumplir los colores de rojo a marrón en el otoño. La bellota es pequeña, de 12-20 mm de largo y 10-18 mm de ancho; al igual que otros robles rojos, tarda 18 meses para madurar.

## Hábitat y distribución
Quercus marilandica crece en suelos pobres, finos, secos, rocosos o arenosos donde pocas plantas leñosas pueden prosperar, por lo general en la tierra baja, desde el nivel del mar hasta los 900 m de altitud. No tiene la hermosa forma de muchos robles, pero es sin embargo un árbol valioso para crecer en sitios con problemas. A veces es un árbol de sotobosque en rodales de pino en las lomas de arena en el sudeste de los EE. UU. A lo largo de la llanura costera de Nueva Jersey la probabilidad de encontrar esta especie se incrementa en áreas relativamente abiertas y soleadas, como las cercanas a las marismas costeras. A menudo se produce cerca de Quercus coccinea y Quercus stellata, así como de Pinus rigida; compañeros del sotobosque incluyen Rhus copallinum, helechos, Comptonia peregrina y arrayán.

## Descripción
Quercus marilandica pueden crecer desde 15 a 18 m de altura con un diámetro de tronco de 41 cm, pero rara vez llegan a más de 12 m. Las hojas son de 10 a 25 cm de largo y alrededor de la misma anchura. Ofrecen comida para el venado cola blanca y el pavo salvaje. Sin embargo, pueden causar por el ácido tánico envenenamiento en el ganado.

## Usos
La madera es muy densa y produce una llama caliente cuando se quema, que funciona como una excelente fuente de calor para barbacoas y estufas de leña. Sin embargo, la madera no es deseable para chimeneas, porque el calor la hace estallar, lo que aumenta el riesgo de incendios en el hogar.

## Taxonomía
Quercus marilandica fue descrita por Otto von Münchhausen y publicado en Der Hausvater 5(1): 253. 1770.
Etimología
Quercus: nombre genérico del latín que designaba igualmente al roble y a la encina.
marilandica: epíteto
Sinonimia
- Quercus cuneata Wangenh.
- Quercus dilatata Raf.
- Quercus ferruginea F.Michx.
- Quercus neoashei Bush
- Quercus nigra var. integrifolia Marshall
- Quercus nigra var. marilandica L.
- Quercus nigra var.  A.DC.
- Quercus nobilis Mast.[3][4]